# 南徐家汇国际商务区
南徐家汇国际商务区，又称南站现代商务区，是在中国上海市徐汇区兴建中的区域性商务中心，位于徐家汇以南、上海南站以北。依托上海南站大型交通枢纽成为以中高档的商务办公、星级酒店、地区商业为主，配有文化、展览以及休闲娱乐设施的现代服务业集聚区。

## 位置
南徐家汇国际商务区距徐家汇商圈约5公里，与光大会展中心遥相呼应，并将对漕河泾开发区、徐汇滨江、龙华旅游城、上海植物园等区域产生直接的辐射效应，建成后将成为上海南部地区的商业服务中心。。

## 功能规划
整个南徐家汇国际商务区分为北片区、中片区和南片区三个片区。其中，北片区主要在沪闵路以北，定位为旅游服务功能，规划有中星级酒店，中高档写字楼等；南片区则位于沪杭铁路以南，定位为中档商贸区，；中片区则位于沪闵路、沪杭路之间，定位为中高档商务区。现已建成或在建的大型综合性项目有中星城和万科徐汇中心，其他项目还包括有新龙华文化中心、正大综艺影视文化中心（正大综艺摄影棚）、999弄创意文化产业园等。

### 中星城
2009年10月27日，上海南徐家汇国际商务区首批地块出现在上海土地交易市场土地推介会的土地出让预公告。2013年，上海南徐家汇国际商务区首个大型综合性商业项目中星城竣工开业，中星城总建筑面积17万平方米，建筑采用橄榄形双塔设计，由一栋23层五星级酒店、一栋21层5A甲级办公楼和4层购物中心组成，铂尔曼酒店和家乐福均已入住。。

### 万科徐汇中心
2012年12月，由绿地集团、万科集团、玖致酒店管理有限公司、广州港捷企业管理有限公司四家企业组成的“联合体”以54.31亿底价竞得，南徐家汇国际商务区中，漕河泾社区278a-05、278b-02、278b-04地块，成为2012年上海土地拍卖的楼王，该项目为万科徐汇中心，是一座以写字楼、文化配套为主导的商业综合体。。

### 区域交通
区域交通十分便利，三条轨道交通线在区域内通过，分别是1号线、3号线和规划中的15号线，12号线也从该区域北边约1公里远附近通过。上海封闭式高架道路沪闵高架路贯穿南徐家汇国际商务区。